# Градински езера
Градинските езера са две групи езера в Калинския дял на Северозападна Рила. Намират се северно и северозападно от връх Голям Полич.
Всяка от двете групи има по три циркусни езера. Езерата от по-източната група са наричани Воденичарски езера или Горни Градински езера, а езерата от другата група – Долни Градински езера. Смята се, че навремето и двете групи езера се наричали Градински, а после горната била прекръстена на „воденичарски“.